# Bang Zoom! Entertainment
Bang Zoom! Entertainment es un estudio de audio localizado en Burbank, California. Bang Zoom! se caracteriza por trabajar en la producción de animes, videojuegos, películas y en proyectos de DVD. Bang Zoom! es más conocido por la famosa compañía de doblaje, el cual  los actores de voces se encargan del staff en animaciones. 

## Adventures in Voice Acting
En septiembre del 2006, Bang Zoom! lanzó una serie de entrevistas conocidas como Adventures in Voice Acting, las cuales aparecen entrevistas a actores de voces, directores y productores. Todas las entrevistas están grabados en formato DVD. Muchas de las entrevistas aparecen en el propio estudio de filmación de Bang Zoom!. Un tráiler anunció la legada del Adventures in Voice Acting, donde incluye personajes como Steven Blum, Wendee Lee, Tom Kenny y más.

## Producciones
Ésta es una lista con las producciones de Bang Zoom!.

### Anime
- Ai Yori Aoshi
- Apocalypse Zero (2 episodios de OVA)
- Arc the Lad
- Argento Soma
- Ayakashi Ayashi
- Babel II (Beyond Infinity - 13 Episodios)
- Burn Up Scramble
- Cardcaptor Sakura: The Movie 2 - The Sealed Card
- Chobits
- Cosmo Warrior Zero (16 episodios de OVA)
- Eureka Seven
- éX-Driver (6 OAV Episodes) + The Movie
- Fafner
- Fate/stay night
- Figure 17
- Gad Guard
- Gankutsuou: The Count of Monte Cristo
- Gestalt (2 episodios de OVA)
- Grenadier - The Senshi of Smiles
- Guardian of the Sacred Spirit
- Gun Frontier
- Gundress (película)
- Gungrave
- Hanaukyo Maid Team: La Verite
- Haré+Guu
- Heat Guy J
- Here is Greenwood (6 episodios de OVA)
- I'll/CKBC (2 episodios de OVA)
- Idol Project (4 episodios de OVA)
- IGPX
- Jungle de Ikou! (3 episodios de OVA)
- Kannazuki no Miko
- Karas (6 episodios de OVA)
- Kurogane Communication
- Last Exile
- Love Hina Again (3 episodios de OVA)
- Love Hina Christmas Special - Silent Eve (Película de TV)
- Lucky ☆ Star
- Lunar Legend Tsukihime (Anime)
- Magic Knight Rayearth
- Mahoromatic: Automatic Maiden + Something More Beautiful + Summer Special
- Ground Defense Force! Mao-chan
- Mars Daybreak
- The Melancholy of Haruhi Suzumiya
- Mezzo Forte (anime) (2 episodios de OVA)
- Mirage of Blaze
- Mobile Suit Gundam F91 (Película)
- New Getter Robo (13 episodios de OVA)
- Nightwalker
- Ninja Cadets (2 episodios de OVA)
- Omishi Magical Theater: Risky Safety
- Otogi Zoshi
- Overman King Gainer
- Le Portrait de Petit Cossette (3 episodios de OVA)
- Phantom (anime) (3 episodios de OVA)
- Planetes
- Please Teacher!
- Please Twins!
- Rozen Maiden
- Rurouni Kenshin (95 TV Episodios)
- Puppet Princess (1 episodios de OVA)
- s-CRY-ed
- Saiyuki Reload + Saiyuki Reload Gunlock
- Sakura Wars: The Movie
- Samurai Champloo
- Samurai Girl: Real Bout High School
- Samurai: Hunt for the Sword (2 episodios de OVA)
- Scrapped Princess
- Space Pirate Captain Harlock The Endless Odyssey (13 episodios de OVA)
- Stellvia of the Universe
- Tenjho Tenge
- The Twelve Kingdoms
- Tokko
- Vandread
- When They Cry
- Wild Arms
- Witch Hunter Robin
- X (series de TV)

### Video games
- .hack//G.U. Vol.2//Reminisce
- Age of Elements
- Earthworm Jim
- Eureka Seven vol.1: New Wave
- Growlanser III
- IGPX
- Samurai Champloo: Sidetracked